# Битольский безистен
Битольский безистен (макед. Битолски безистен) ― культурно-исторический объект, находящийся в городе Битола в Северной Македонии. Безистен расположен в центре Битольского рынка, рядом с мечетью Ени и часовой башней.

## История
Здание безистена было построено в XV веке по указу бейлербея Румелии и великого визиря Даут-паши Узунчаршили.
Безистен упоминается во втором вакфе Исака Челеби ибн Исы, заверенном в 1508 году. Безистен был построен на сумму около 300 000 дирхамов. Битольский безистен упоминается рядом путешественников — венецианским купцом Леонардо Бернардо в 1591 году, Эвлией Челеби, проезжавшим через Битолу в 1661 году, Иоганном Георгом фон Ханом и Ами Буэ в XIX веке и др.
14 июля 1646 года на безистен напал отряд разбойника Тане Чарлийского и украл деньги в размере 120 000 акче.
По состоянию на конец XIX век в безистене находилось 84 магазина.
За всю историю существования здание претерпело четыре реконструкции. Третья крупная реконструкция относится к концу XIX века, когда на входе был установлен фронтон в стиле барокко. Последняя реконструкция была проведена в 80-х годах прошлого века.

## Архитектура
Безистен представляет собой здание в форме неправильного четырёхугольника, длиной 65 м, с четырьмя входами. Самые старые части здания построены из тёсаного камня. В оформлении безистена также присутствуют арочные двери.

## Галерея

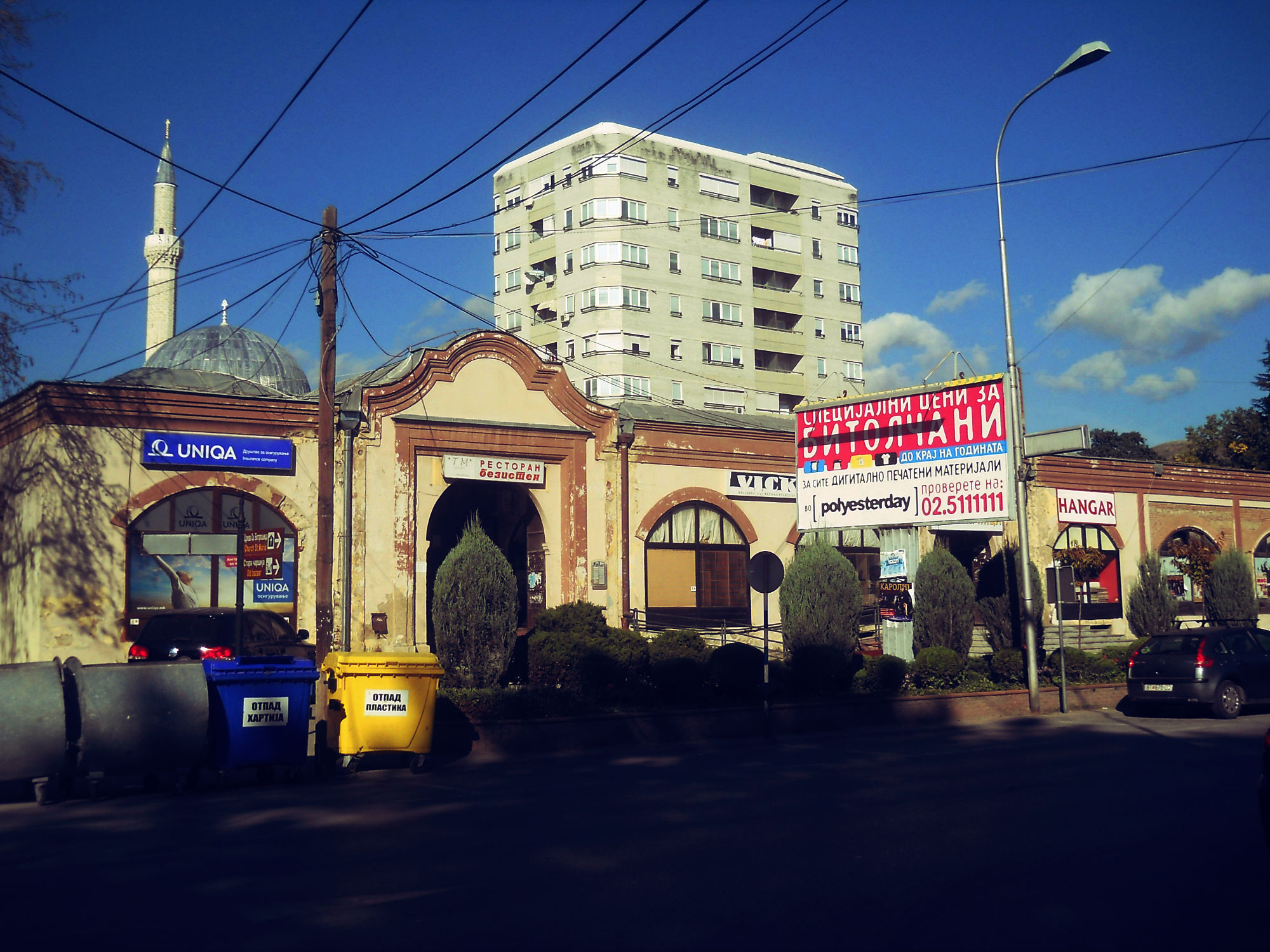
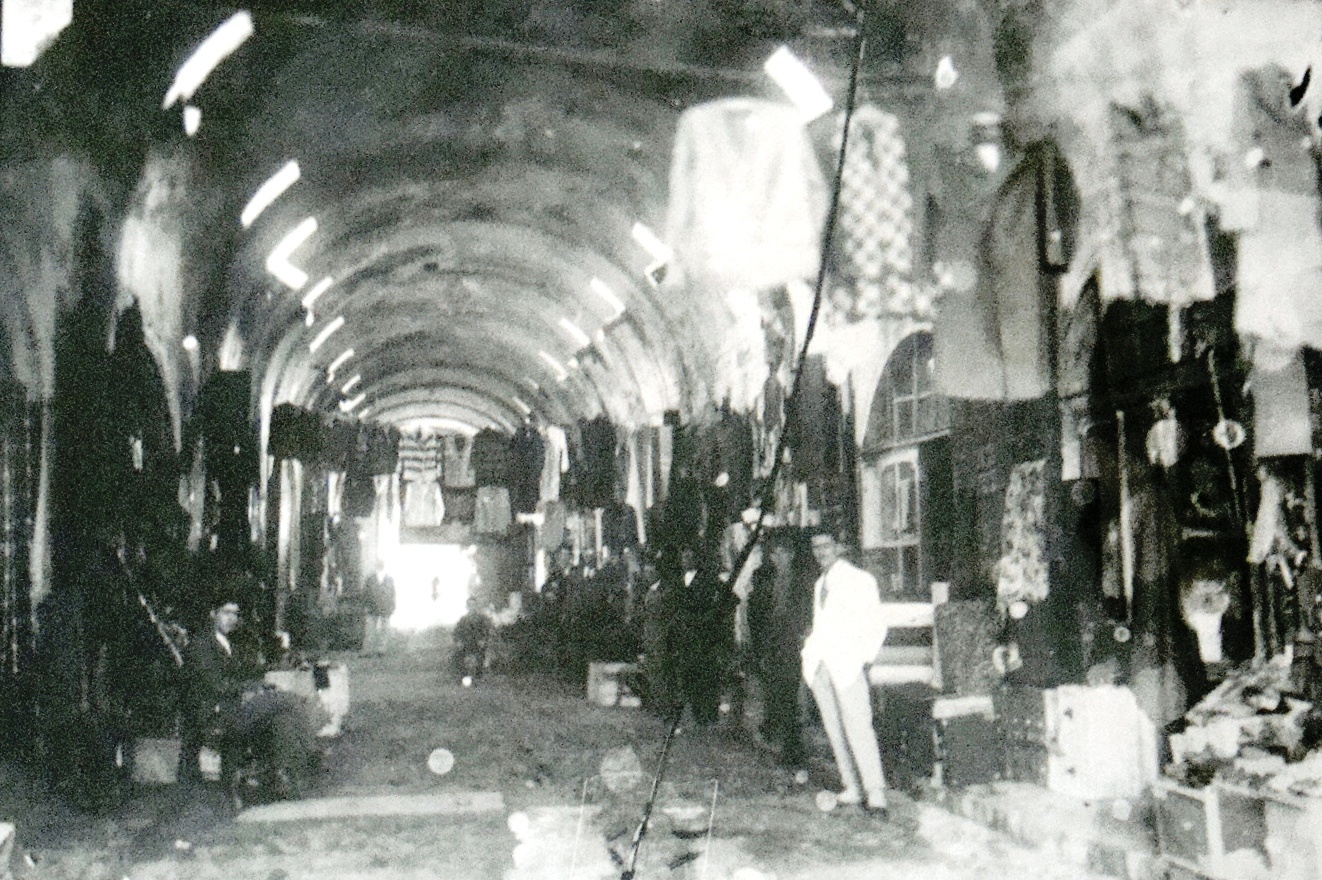
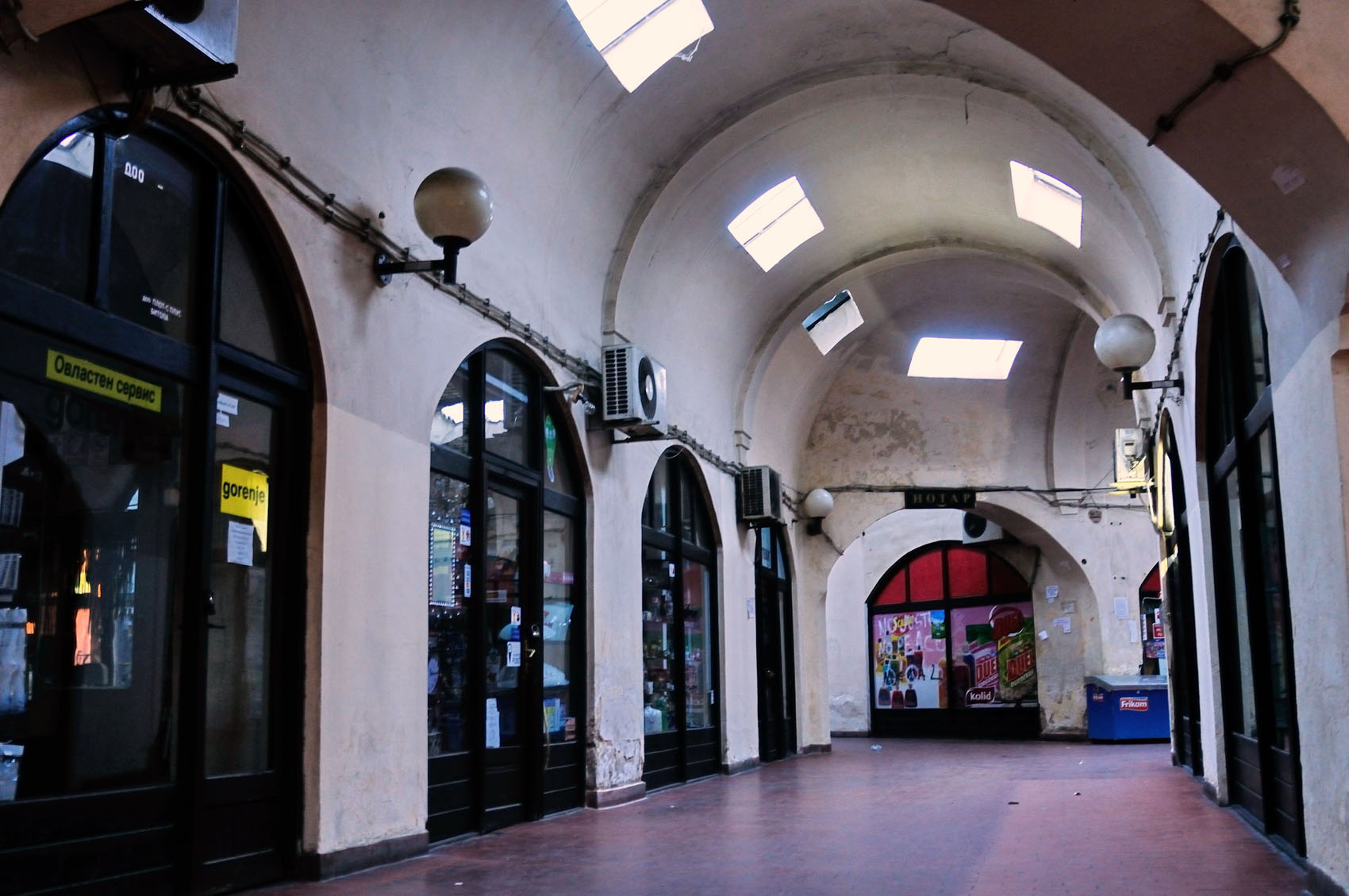